# 64. Tony-gála
A 64. Tony-gála a 2009/2010-es szezon legjobb Broadway színházi alakításait értékelte. A díjátadót 2010. június 13-án tartották a New York-i Radio City Music Hallban, a műsor házigazdája Sean Hayes volt. A ceremóniát a CBS televízióadó közvetítette élőben, a jelöltek listáját 2010. május 4-én hozták nyílvánosságra.

## Győztesek és jelöltek
A nyertesek félkövérrel jelölve.
| Legjobb színdarab | Legjobb musical |
| --- | --- |
| - Red – John Logan - In the Next Room (or The Vibrator Play) – Sarah Ruhl - Next Fall – Geoffrey Nauffts - Pillanatfelvétel – Donald Margulies | - Memphis - American Idiot - Fela! - Million Dollar Quartet |
| Legjobb színdarab újra a színpadon | Legjobb musical újra a színpadon |
| - Kerítések - Botrány az operában - A királyi család - Pillantás a hídról | - Őrült nők ketrece - Szivárványvölgy - Egy kis éji zene - Ragtime |
| Legjobb férfi főszereplő színdarabban | Legjobb női főszereplő színdarabban |
| - Denzel Washington – Kerítések (Troy Maxson) - Jude Law – Hamlet (Hamlet) - Alfred Molina – Red (Mark Rothko) - Liev Schreiber – Pillantás a hídról (Eddie Carbone) - Christopher Walken – A nagy kézrablás (Carmichael)                             | - Viola Davis – Kerítések (Rose Maxson) - Valerie Harper – Looped (Tallulah Bankhead) - Linda Lavin – Collected Stories (Ruth Steiner) - Laura Linney – Pillanatfelvétel (Sarah Goodwin) - Jan Maxwell – A királyi család (Julie Cavendish)                                     |
| Legjobb férfi főszereplő musicalben | Legjobb női főszereplő musicalben |
| - Douglas Hodge – Őrült nők ketrece (Albin) - Kelsey Grammer – Őrült nők ketrece (Georges) - Sean Hayes – Ígéretek, ígéretek! (Chuck Baxter) - Chad Kimball – Memphis (Huey Calhoun) - Sahr Ngaujah – Fela! (Fela Kuti)                               | - Catherine Zeta-Jones – Egy kis éji zene (Desiree Armfeldt) - Kate Baldwin – Szivárványvölgy (Sharon McLonergan) - Montego Glover – Memphis (Felicia Farrell) - Christiane Noll – Ragtime (Az anya) - Sherie Rene Scott – Everyday Rapture (Önmaga)                            |
| Legjobb férfi mellékszereplő színdarabban | Legjobb női mellékszereplő színdarabban |
| - Eddie Redmayne – Red (Ken) - David Alan Grier – Race (Henry Brown) - Stephen McKinley Henderson – Kerítések (Jim Bono) - Jon Michael Hill – Superior Donuts (Franco) - Stephen Kunken – ENRON (Andy Fastow)                                         | - Scarlett Johansson – Pillantás a hídról (Catherine) - Maria Dizzia – In the Next Room (or The Vibrator Play) (Mrs. Daldry) - Rosemary Harris – A királyi család (Fanny Cavendish) - Jessica Hecht – Pillantás a hídról (Beatrice) - Jan Maxwell – Botrány az operában (Maria) |
| Legjobb férfi mellékszereplő musicalben | Legjobb női mellékszereplő musicalben |
| - Levi Kreis – Million Dollar Quartet (Jerry Lee Lewis) - Kevin Chamberlin – Addams Family (Fester bácsi) - Robin de Jesús – Őrült nők ketrece (Jacob) - Christopher Fitzgerald – Szivárványvölgy (Og) - Bobby Steggert – Ragtime (Fiatal fiútestvér) | - Katie Finneran – Ígéretek, ígéretek! (Marge MacDougall) - Barbara Cook – Sondheim on Sondheim (További szereplők) - Angela Lansbury – Egy kis éji zene (Madame Armfeldt) - Karine Plantadit – Come Fly Away (Kate) - Lillias White – Fela! (Funmilayo Kuti)                   |
| Legjobb színdarabrendező | Legjobb musicalrendező |
| - Michael Grandage – Red - Sheryl Kaller – Next Fall - Kenny Leon – Kerítések - Gregory Mosher – Pillantás a hídról | - Terry Johnson – Őrült nők ketrece - Christopher Ashley – Memphis - Marcia Milgrom Dodge – Ragtime - Bill T. Jones – Fela! |
| Legjobb szövegkönyv musicalben | Legjobb eredeti zene |
| - Joe DiPietro – Memphis - Dick Scanlan, Sherie Rene Scott – Everyday Rapture - Jim Lewis, Bill T. Jones – Fela! - Colin Escott, Floyd Mutrux – Million Dollar Quartet                                                                                | - Memphis – David Bryan (zene és dalszöveg), Joe DiPietro (dalszöveg) - Addams Family – Andrew Lippa (zene és dalszöveg) - Enron – Adam Cork (zene), Lucy Prebble (dalszöveg) - Kerítések – Branford Marsalis (zene)                                                            |
| Legjobb koreográfia | Legjobb zenekar |
| - Bill T. Jones – Fela! - Rob Ashford – Ígéretek, ígéretek! - Lynne Page – Őrült nők ketrece - Twyla Tharp – Come Fly Away | - Daryl Waters, David Bryan – Memphis - Jason Carr – Őrült nők ketrece - Aaron Johnson – Fela! - Jonathan Tunick – Ígéretek, ígéretek! |
| Legjobb díszlettervezés színdarabban | Legjobb díszlettervezés musicalben |
| - Christopher Oram – Red - John Lee Beatty – A királyi család - Alexander Dodge – Ne nevess korán - Santo Loquasto – Kerítések | - Christine Jones – American Idiot - Marina Draghici – Fela! - Derek McLane – Ragtime - Tim Shortall – Őrült nők ketrece |
| Legjobb jelmeztervezés színdarabban | Legjobb jelmeztervezés musicalben |
| - Catherine Zuber – A királyi család - Martin Pakledinaz – Botrány az operában - Constanza Romero – Kerítések - David Zinn – In the Next Room (or The Vibrator Play)                                                                                  | - Marina Draghici – Fela! - Paul Tazewell – Memphis - Matthew Wright – Őrült nők ketrece |
| Legjobb látványtervezés színdarabban | Legjobb látványtervezés musicalben |
| - Neil Austin – Red - Neil Austin – Hamlet - Mark Henderson – Enron - Brian MacDevitt – Kerítések | - Kevin Adams – American Idiot - Donald Holder – Ragtime - Nick Richings – Őrült nők ketrece - Robert Wierzel – Fela! |
| Legjobb hangkeverés színdarabban | Legjobb hangkeverés musicalben |
| - Adam Cork – Red - Acme Sound Partners – Kerítések - Adam Cork – Enron - Scott Lehrer – Pillantás a hídról | - Robert Kaplowitz – Fela! - Jonathan Deans – Őrült nők ketrece - Dan Moses Schreier, Gareth Owen – Egy kis éji zene - Dan Moses Schreier – Sondheim on Sondheim |

### Különdíjak
- A legjobb körzeti színház: Eugene O'Neill Theater Center, Waterford, Connecticut
- Színházi életműdíj: Sir Alan Ayckbourn, Marian Seldes
- Isabelle Stevenson-díj: David Hyde Pierce, az Alzheimerrel folytatott harc alatti munkájáért
- Tiszteletbeli Tony-díj kiválló színházi teljesítményért: A new york-i színházak szövetsége, B.H. Barry (a színpadi harckoreográfia oktatásában való úttörő szerepéért), Tom Viola (a Broadway Cares/Equity Fights AIDS szervezet vezetője, A new york-i Midtown északi és déli részének rendőrségi körzete

## In Memoriam
A gála "in memoriam" szegmense az alábbi, 2009-ben/2010-ben elhunyt személyekről emlékezett meg:
- Shirley Rich
- David Powers
- Douglas Watt
- Shelly Gross
- Lynn Redgrave
- Corin Redgrave
- Budd Schulberg
- Quentin Easter
- Rue McClanahan
- Max Eisen
- Larry Gelbart
- Dixie Carter
- George N. Martin
- Conard Fowkes
- Michael Frazier
- Torrie Zito
- Joseph Wiseman
- Michael Kuchwara
- Doris Eaton
- Morton Gottlieb
- Donal Donnelly
- John Kenley
- Zakes Mokae
- June Havoc
- Everett King
- Ron Konecky
- Gene Barry
- Pierre Cossette
- M. Edgar Rosenblum
- Claude Purdy
- Lena Horne

## Előadott számok
- American Idiot
- Fela!
- Memphis
- Million Dollar Quartet
- Őrült nők ketrece
- Egy kis éji zene
- Everyday Rapture
- Ragtime
- Lea Michele — "Don't Rain On My Parade"
- Matthew Morrison — "All I Need Is the Girl"
- Green Day  — "Know Your Enemy/Holiday"[5][6]

## Műsorvezetők
A gálán az alábbi műsorvezetők működtek közre:
- Paula Abdul
- Billie Joe Armstrong
- Antonio Banderas
- Justin Bartha
- Laura Benanti
- Cate Blanchett
- Patrick Breen
- Laura Bell Bundy
- Michael Cerveris
- Kristin Chenoweth
- Barbara Cook
- Michael Douglas
- Kelsey Grammer†
- Rosemary Harris†
- Patrick Heusinger
- Katie Holmes
- Brian d'Arcy James
- Scarlett Johansson†
- Nathan Lane
- Angela Lansbury†
- Anthony LaPaglia
- Laura Linney†
- Lucy Liu
- Jan Maxwell†
- Idina Menzel
- Lea Michele
- Alfred Molina†
- Helen Mirren
- Matthew Morrison
- Chris Noth
- Bebe Neuwirth
- Bernadette Peters
- David Hyde Pierce‡
- Daniel Radcliffe
- Eddie Redmayne†
- Mark Sanchez
- Tony Shalhoub
- Liev Schreiber†
- Jada Pinkett Smith
- Will Smith
- Stanley Tucci
- Denzel Washington†
- Raquel Welch

- † = 2010-es jelölt
- ‡ = 2010-es Isabelle Stevenson-díj győztes

## Fordítás
- Ez a szócikk részben vagy egészben  a(z)   64th Tony Awards című angol Wikipédia-szócikk fordításán alapul.  Az eredeti cikk szerkesztőit annak laptörténete sorolja fel. Ez a jelzés csupán a megfogalmazás eredetét és a szerzői jogokat jelzi, nem szolgál a cikkben szereplő információk forrásmegjelöléseként.